# USS Diablo (SS-479)
USS Diablo (SS-479), okręt podwodny typu „Tench”. Wodowany w Portsmouth Naval Shipyard, okręt wszedł do służby 31 marca 1945 r. 21 lipca 1945 przybył do bazy w Pearl Harbor skąd odbył jeden patrol bojowy. Okręt w 1964 roku przekazany marynarce wojennej Pakistanu i przemianowany na PNS Ghazi, 4 grudnia 1971 zatopiony w czasie wojny indyjsko-pakistańskiej.
W 1963 roku USA zdecydowały wydzierżawić okręt sojuszniczej marynarce Pakistanu, jako jej pierwszy okręt podwodny. Po szkoleniu załogi, okręt podniósł banderę Pakistanu jako „Ghazi” w czerwcu 1964 roku. Podczas wojny indyjsko-pakistańskiej 22 września 1965 roku, wystrzelił cztery torpedy do okrętu indyjskiego, meldując o dwóch wybuchach. Dowódca kmdr por. Karamat Niazi zgłosił zatopienie indyjskiej fregaty „Brahmaputra”, jednakże okręt ten znajdował się w tym czasie w bazie, a źródła indyjskie ani niezależne nie potwierdziły uszkodzenia ani zatopienia żadnego innego okrętu. Podczas kolejnej wojny indyjsko-pakistańskiej w 1971 roku „Ghazi” ponownie został wysłany przeciwko indyjskiej flocie, lecz został wykryty i po północy 4 grudnia 1971 roku zatonął koło Visakhapatnam na skutek eksplozji wewnętrznej po ataku bombami głębinowymi przez niszczyciel „Rajput”.
Ten artykuł zawiera treści udostępnione w ramach domeny publicznej przez Dictionary of American Naval Fighting Ships. 